# Anthrax nidicola
Anthrax nidicola är en tvåvingeart som beskrevs av Cole 1952. Anthrax nidicola ingår i släktet Anthrax och familjen svävflugor.
Artens utbredningsområde är Kalifornien. Inga underarter finns listade i Catalogue of Life.